# Laophontina distincta
Laophontina distincta är en kräftdjursart som beskrevs av Wells 1967. Laophontina distincta ingår i släktet Laophontina och familjen Laophontidae. Inga underarter finns listade i Catalogue of Life.